# Metropolia di Nižnij Novgorod

Localizzazione dell'oblast' di Nižnij Novgorod.

La metropolia di Nižnij Novgorod (in russo Нижегородская митрополия?) è una delle province ecclesiastiche che costituiscono la Chiesa ortodossa russa.
Istituita dal Santo Sinodo il 15 marzo 2012, comprende l'intera oblast' di Nižnij Novgorod nel circondario federale del Volga.
È costituita da 4 eparchie:
- Eparchia di Nižnij Novgorod
- Eparchia di Vyksa
- Eparchia di Gorodec
- Eparchia di Lyskovo

Sede della metropolia è la città di Nižnij Novgorod, il cui eparca ha il titolo di "Metropolita di Nižnij Novgorod e Arzamas".